# Alban Hoxha
Alban Bekim Hoxha (Cërrik, 23 november 1987) is een Albanees profvoetballer die als doelman speelt. Hij verruilde in 2013 Besa Kavajë voor Partizan Tirana.

## Clubcarrière
Hoxha begon bij Turbina Cërrik en speelde van 2004 tot 2011 voor Dinamo Tirana. In die periode werd hij ook driemaal verhuurd. In het seizoen 2011/12 was hij reservedoelman bij Kastrioti Krujë en een seizoen later kwam hij regelmatiger aan spelen toe bij Besa Kavajë. Sinds 2013 komt Hoxha uit voor Partizan Tirana waar hij aanvoerder werd.

## Interlandcarrière
In 2014 debuteerde Hoxha voor het Albanees voetbalelftal. Hij maakte deel uit van de Albanese selectie op het Europees kampioenschap voetbal 2016.

## Erelijst
- Kategoria Superiore: 2008, 2010
- Albanees voetballer van het jaar: 2014